# 사암

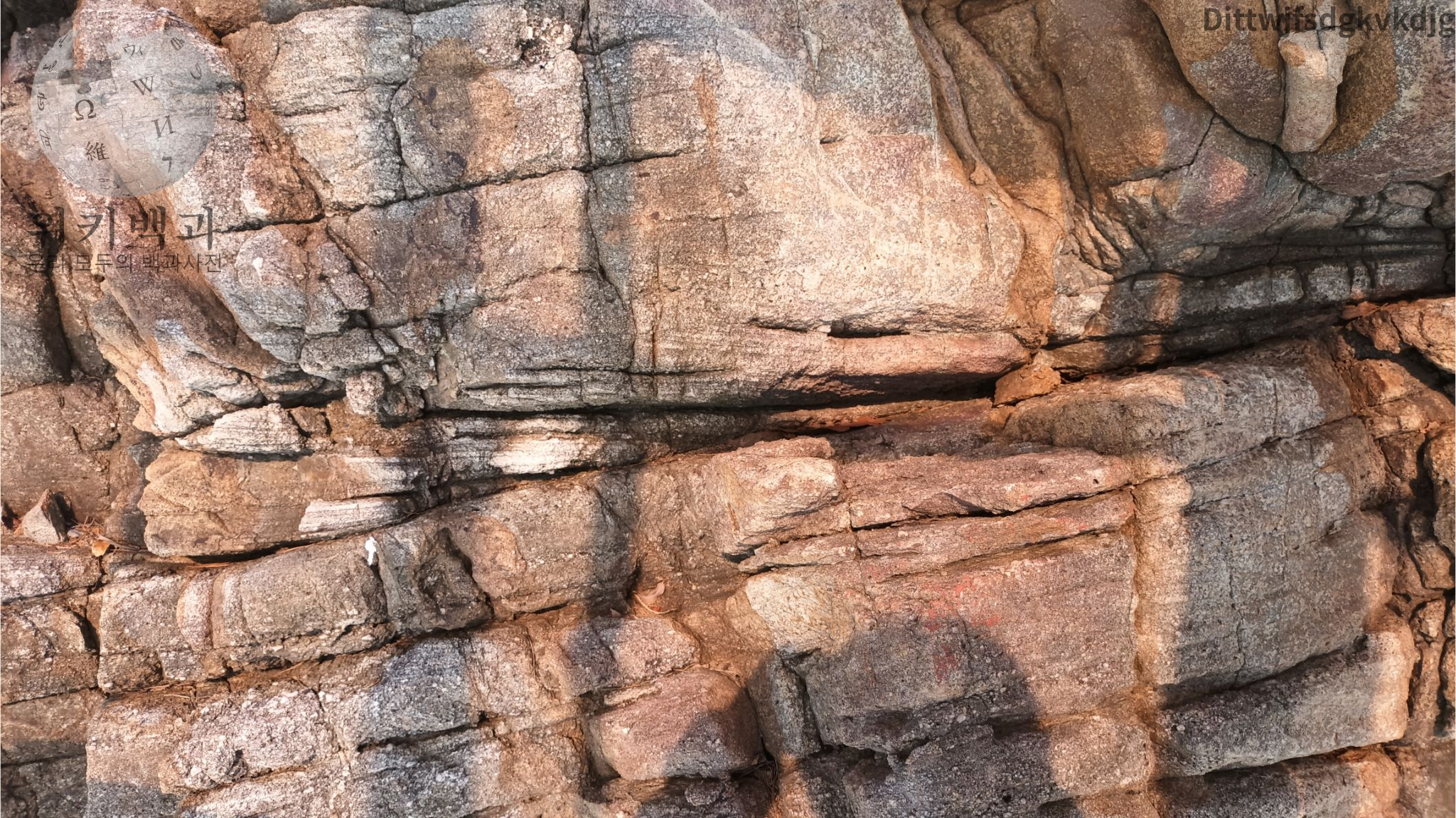
강릉탄전 정동심곡바다부채길에 드러난 평안 누층군 함백산층의 조립사암의 모습이다.

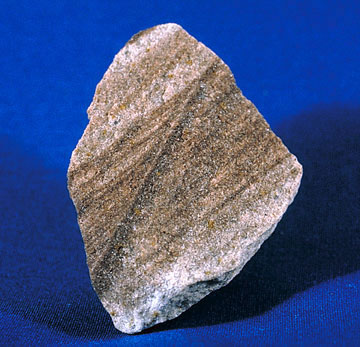
주로 석영 입자로 구성된 사암

사암(砂岩, sandstone)은 지름이 0.064~2mm인 모래 크기의 입자들이 쌓여 고화(固化)된 암석이다. 셰일 다음으로 흔한 퇴적암이다. 석영이 고결(固結; 엉겨 굳어짐)되어 생기는 사암이 대부분이지만, 장석이 대다수를 차지하는 경우도 있다. 장석질 사암은 아코즈(Arkose)라고 한다.

## 사암의 광물조성
사암은 주로 석영, 장석 등의 광물로 구성된다. 석영은 쇄설성 퇴적암에서 가장 많이 나타나며 사암에는 평균 65% 정도 함유되어 있다.

### 석영
사암의 석영은 주로 화강암, 편마암, 편암 등 결정질 암석에서 유래하며 산소와 규소의 강한 결합에 의해 모스 굳기계 7로 단단하여 여러 번의 암석 윤회에서도 살아남는다. 석영 입자의 형태를 관찰하면 그 기원암을 알 수 있으며 퇴적암에서 기원한 석영의 경우 과성장(過成長, Overgrowth)한 모습을 보인다.

### 장석
사암의 장석은 칼륨을 함유하는 칼륨장석(K-장석), 나트륨과 칼슘을 함유하는 사장석, 칼륨장석과 사장석을 함유하는 퍼사이트(perthite) 3종류로 구분된다. 장석은 풍화에 비교적 약해 사암에 장석의 양이 적으면 심한 풍화작용을 받았거나 운반 과정에서 제거된 것으로 추정할 수 있다. 칼륨장석은 정장석, 미사장석, 새니딘(Sanidine)으로, 사장석은 조장석(Albite, 알바이트), 올리고클레이스(oligoclase), 안데신(andesine), 래브라도라이트(labradorite), 바이토우나이트(bytownite), 회장석(anorthite, 아노사이트)으로 구분된다.
흔히 나타나는 장석의 변질 작용은 다음과 같다.
- 기포화 작용 : 장석 내의 틈을 따라 물이 침투하여 생성된 유체 포유물에 의해 장석이 흰색이나 희미한 색을 띠게 되는 것이다.
- 견운모화 작용(Sericitization) : 칼륨이 풍부한 장석이 견운모로 변하는 것이다.
- 몬모릴로나이트화 작용(Montmorillonitization) : 장석이 변질되어 점토광물인 몬모릴로나이트(Montmorillonite)가 생성되는 작용이며 주로 사장석에서 나타난다.
- 카올리나이트화 작용(Kaolinitization) : 칼륨장석이나 사장석이 변질되어 고령석(카올리나이트, Al2Si2O5(OH)4)가 생성되는 작용이며 위 2개 작용보다 변질과정이 더 심하다.
- 알바이트화 작용(Albitization) : 사장석의 칼슘 성분이 나트륨 성분으로 교대되어 조장석(Albite)이 생성되는 작용이다. 국내에서는 경상북도 봉화군의 묘곡층과 강원특별자치도 정선군 고한읍 지역의 평안 누층군 고한층과 동고층 사암 내 장석의 많은 부분이 알바이트로 구성되어 있음이 밝혀졌다.[2]

### 석영사암의 국내 사례
강원특별자치도 정선군 화암면 몰운리의 정선 소금강은 조선 누층군 장산 규암층으로 구성되며, 이곳의 장산층 사암(규암)은 석영으로만 구성되어 풍화에 강해 절벽을 형성하고 있다. 
정선 소금강의 장산 규암층
소금강을 따라 분포하는 암석은 주로 하부고생대의 퇴적암류인 사암(장산층)으로 이루어져 있다. 이 사암은 많은 열과 힘을 받아 거의 규암으로 변한 상태이다. 암석이 지표면에 나오게 되면 비가 내리고 식물이 자라서 토양(흙)으로 변한다. 이를 지질학자들은 화학적 풍화라 한다. 규암이나 사암은 대부분 석영(SiO2)으로 이루어져 있고 석영은 화학적 풍화를 받아도 다른 광물로 변하지 않아서 토양이 잘 만들어지지 않는다. 이 지역은 이렇게 석영으로만 이루어진 암석으로 되어 있어서 토양으로 변해 흘러내리지 않기 때문에 절벽을 이루고 있는 것이다.— 현지 안내문

## 사암의 유형
- 아르코스/알코스(arkose) 또는 아르코즈질/알코스질 사암 : 장석 함량이 높고 (>25%) 성분이 화강암과 유사하다.
- 석영질사암 또는 석영사암 : 높은 석영 함량 (>90%). 때로는 이런 사암을 "정규암"이라고도 부른다.
- 사질사암 : 예를 들어 잡사암(greywacke, 그레이와케) 또는 청색암(bluestone). 이들은 상당한 양의 점토와 실트를 가진다.

| 암석 | 미국표준체 mesh | mm                              | 분류                          |
| ---- | --------------- | ------------------------------- | ----------------------------- |
| 역암 | -               | 4096 1024 256                   | 거력 (巨礫, Boulder)          |
| 역암 | -               | 64                              | 왕자갈 (Cobble)               |
| 역암 | 5               | 16 4                            | 자갈 (Pebble)                 |
| 역암 | 6 7 8 10        | 3.36 2.83 2.38 2.00             | 알갱이 (Granule)              |
| 사암 | 12 14 16 18     | 1.68 1.41 1.19 1.00             | 극조립사암 (Very Coarse Sand) |
| 사암 | 20 25 30 35     | 0.84 0.71 0.59 0.50 (1/2)       | 조립사암 (Very)               |
| 사암 | 40 45 50 60     | 0.42 0.35 0.30 0.25 (1/4)       | 중립사암 (Medium)             |
| 사암 | 70 80 100 120   | 0.210 0.177 0.149 0.125 (1/8)   | 세립사암 (Fine Sand)          |
| 사암 | 140 170 200 230 | 0.105 0.088 0.074 0.0625 (1/16) | 극세립사암 (Very Fine Sand)   |
| 머드 | 270 325         | 0.053 0.044 0.037 0.031 (1/32)  | 조립실트 (Coarse Silt)        |
| 머드 | -               | 0.0156 (1/64)                   | 중립실트 (Medium Silt)        |
| 머드 | -               | 0.0078 (1/128)                  | 세립실트 (Fine Silt)          |
| 머드 | -               | 0.0039 (1/256)                  | 극세립실트 (Very Fine Silt)   |
| 머드 | -               | 0.0020 이하                     | 점토 (Clay)                   |

## 사진

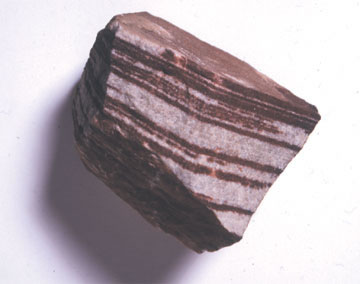
철 산화물 띠가 포함된 사암
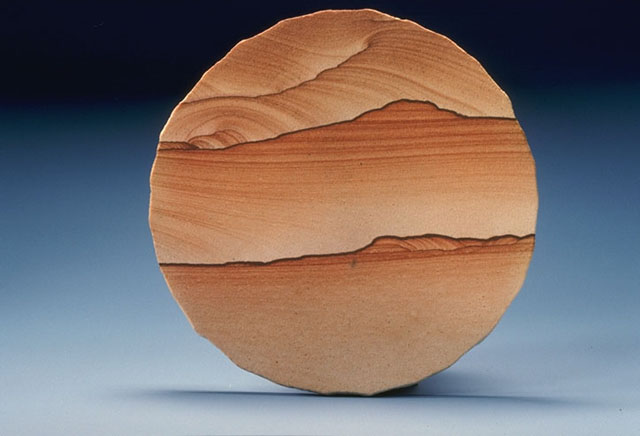
가공한 사암
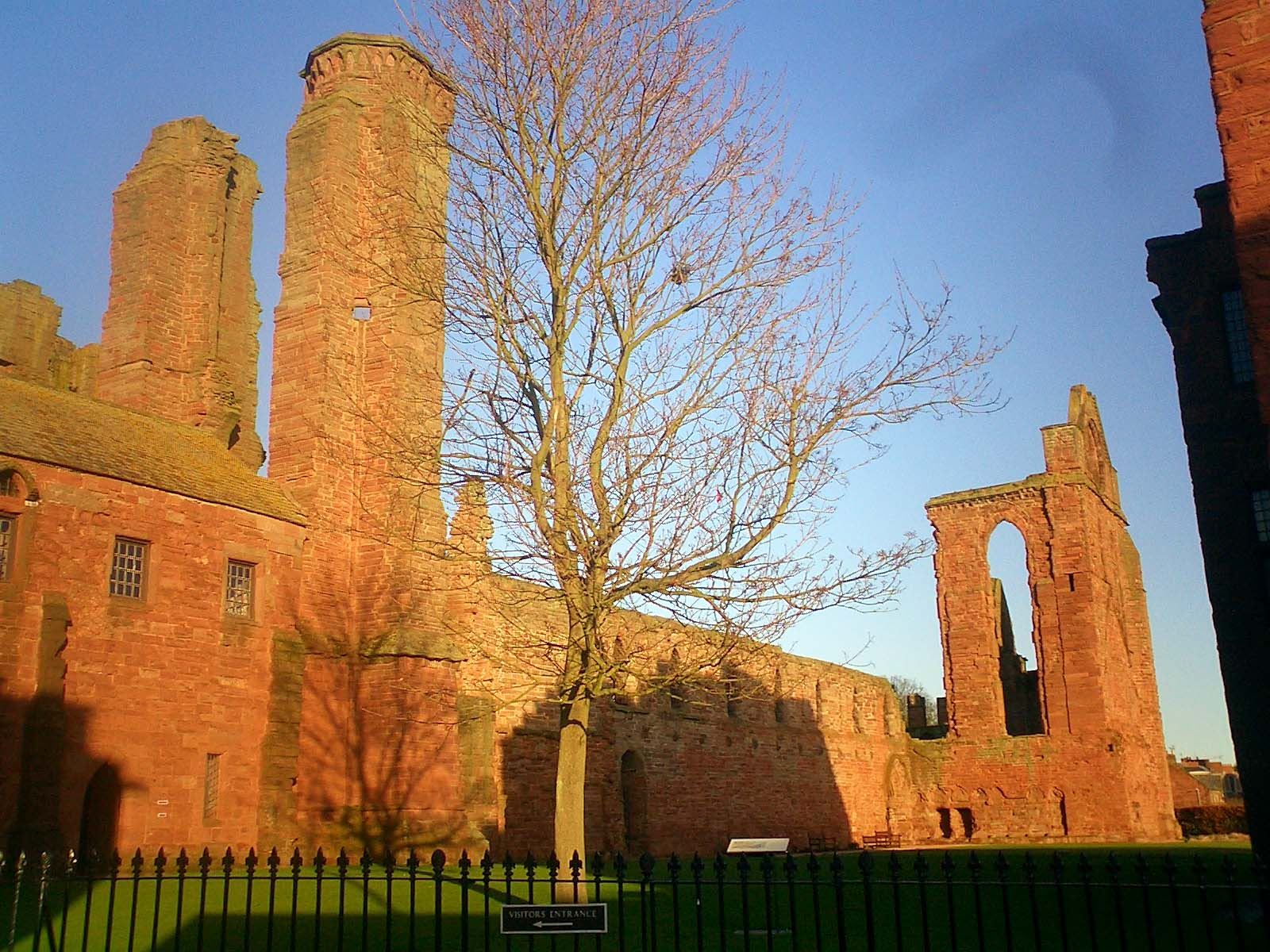
Arbroath Abbey(아브로쓰 아비). 특징적인 사암의 색을 보인다.
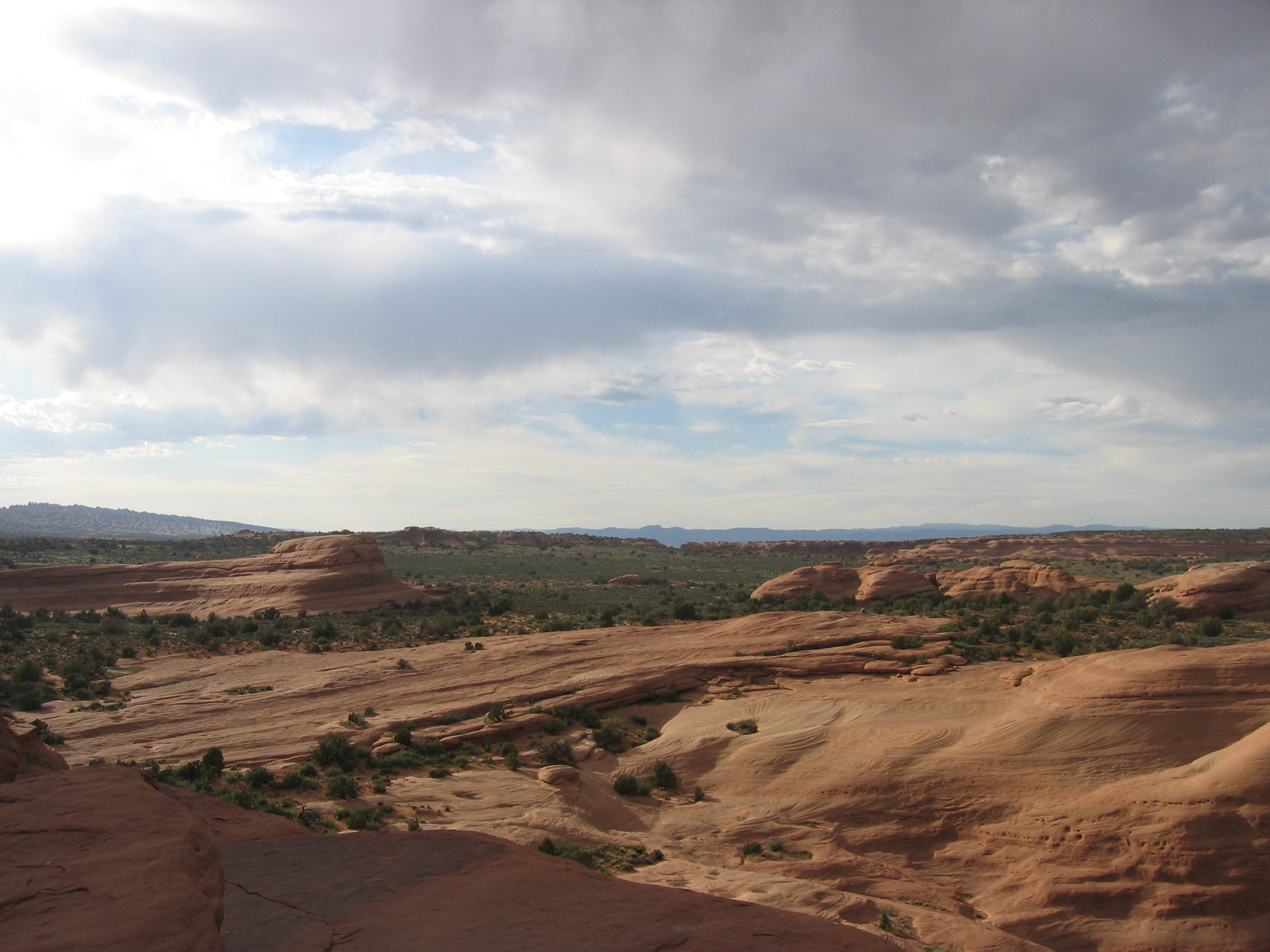
Arches National Park 사암 지형
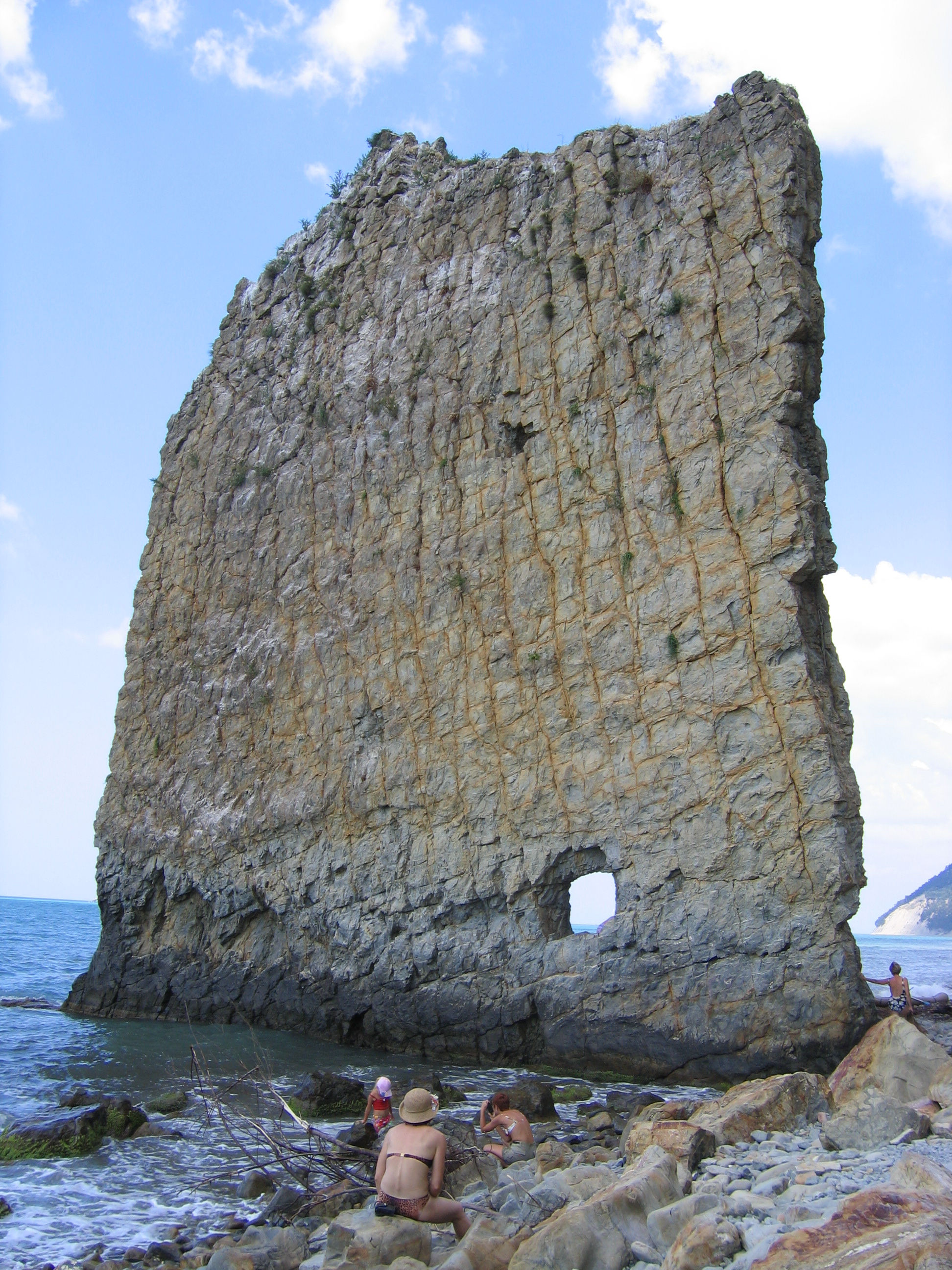
러시아의 파루스 암석 (Parus Rock)
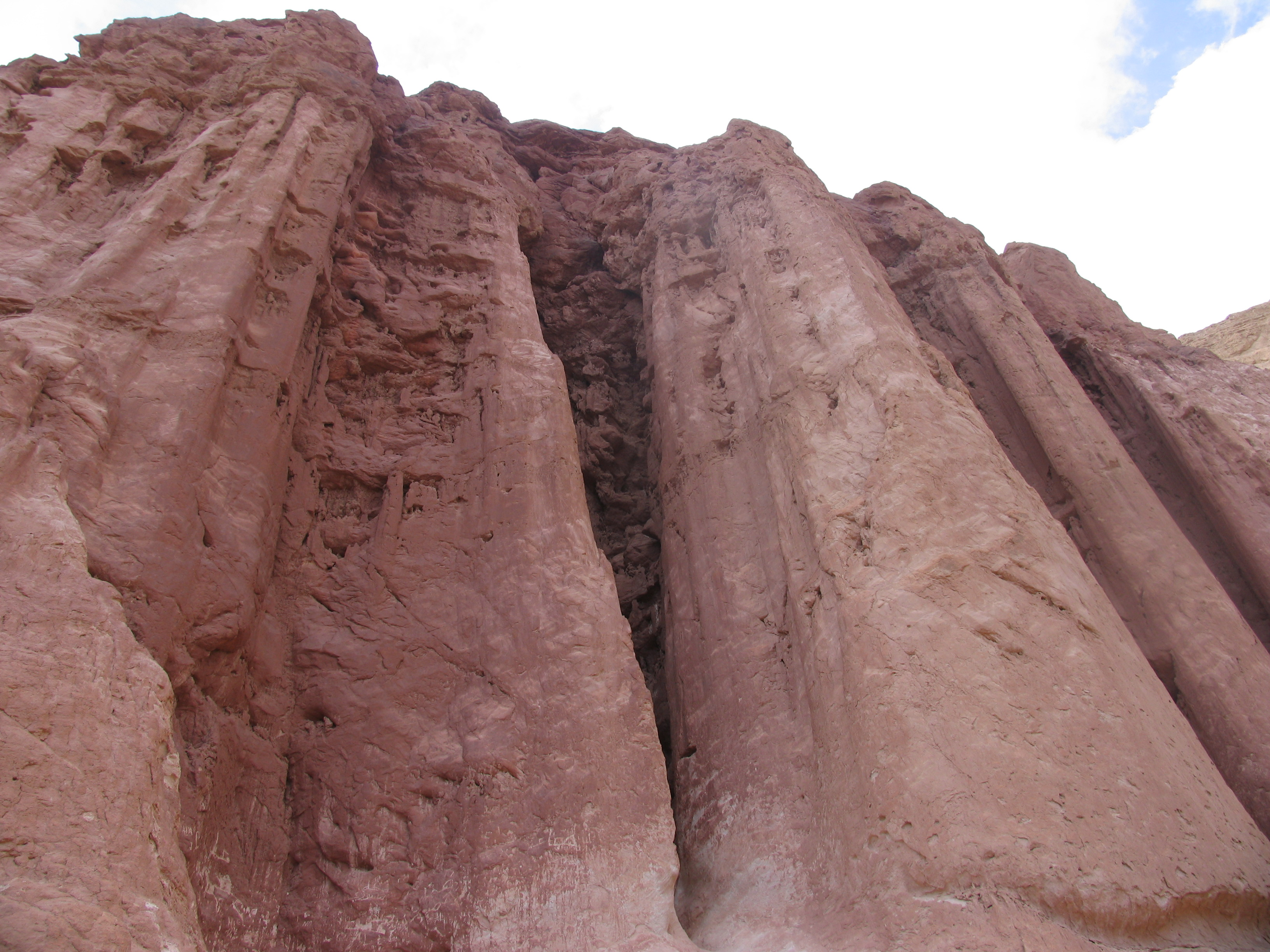
이스라엘 엘리앗 마시프에서의 암석의 형성
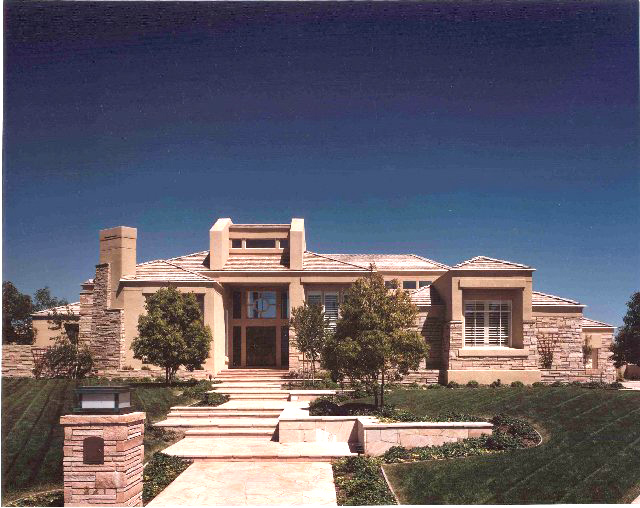
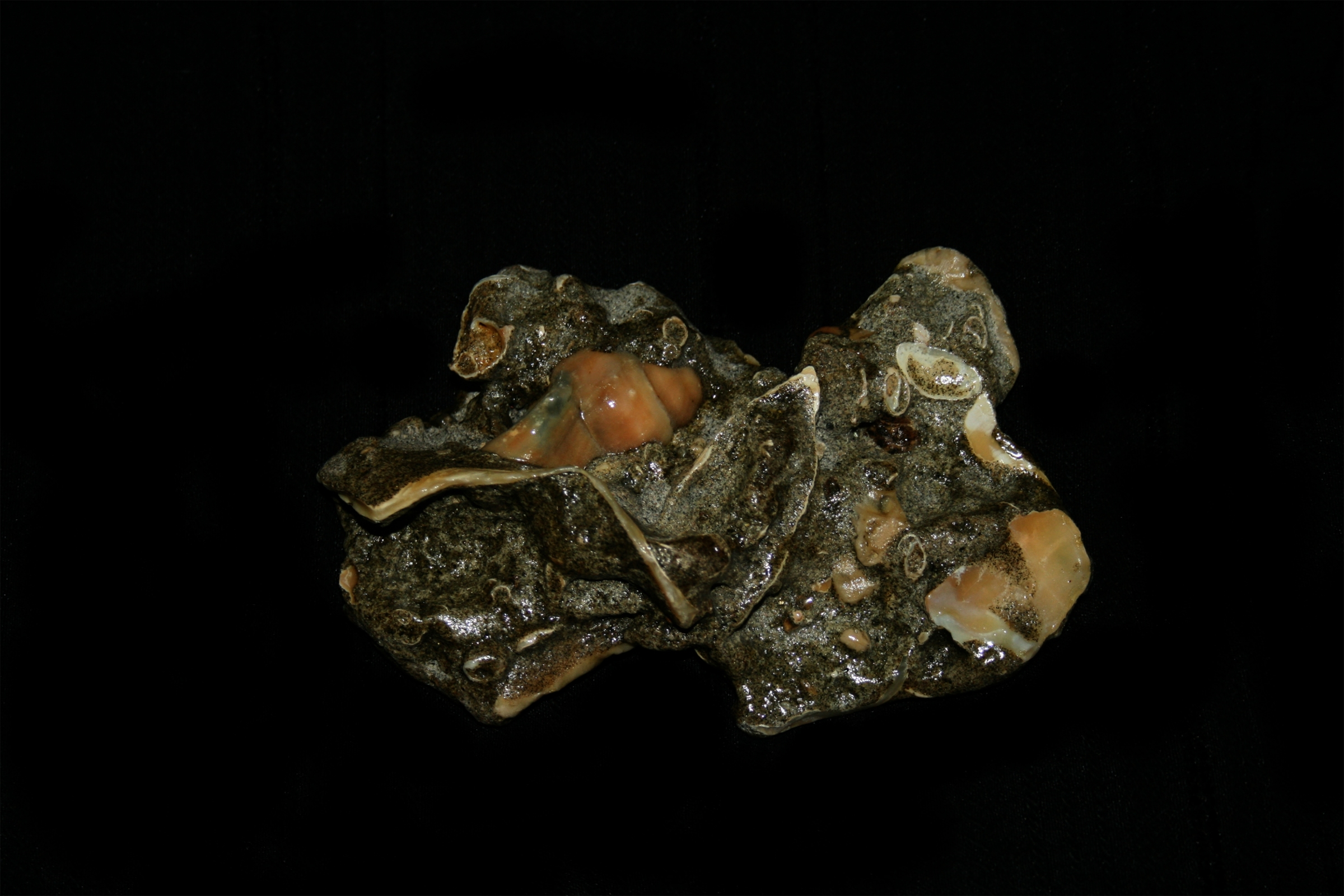
사암 안의 화석
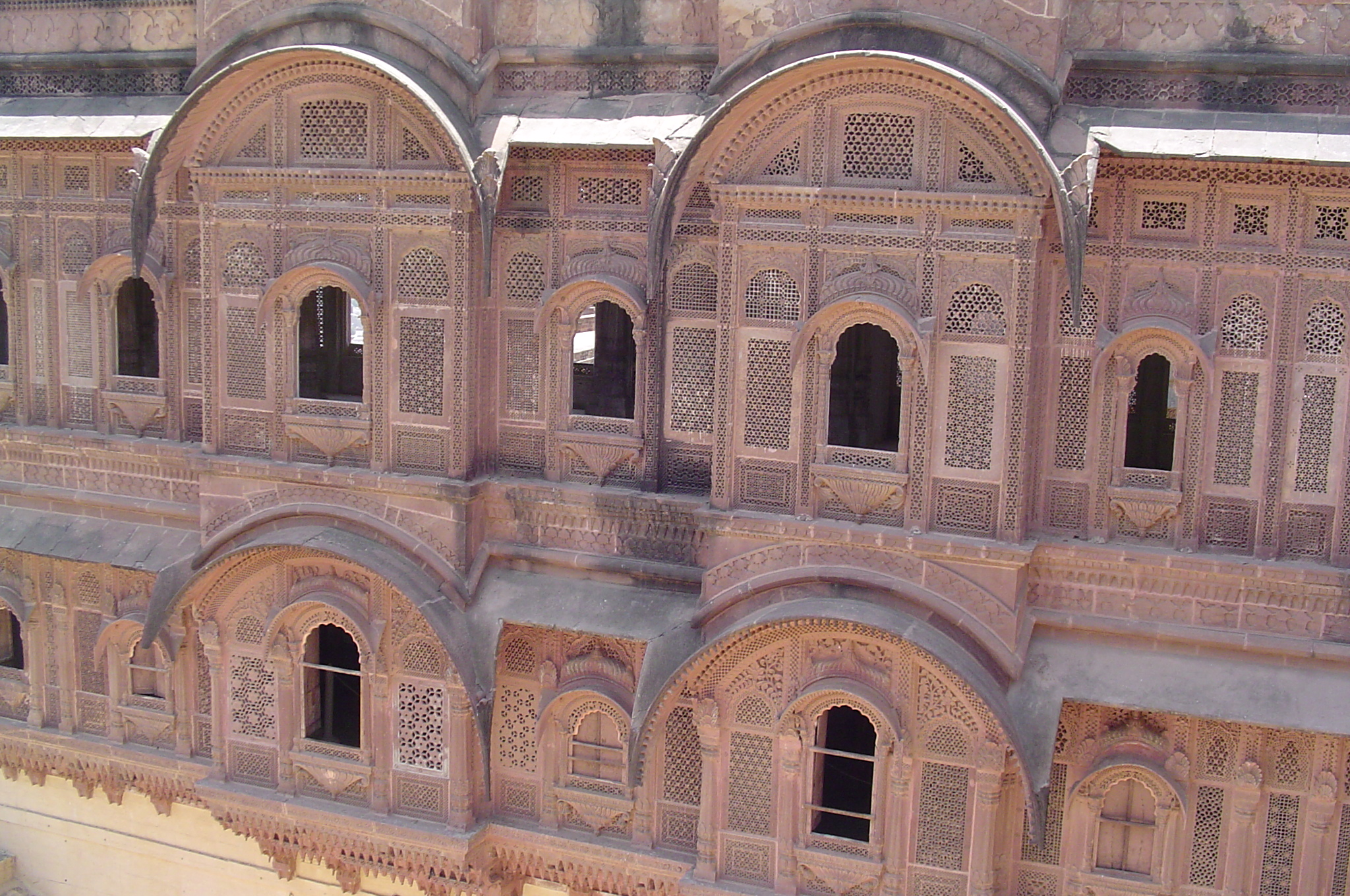
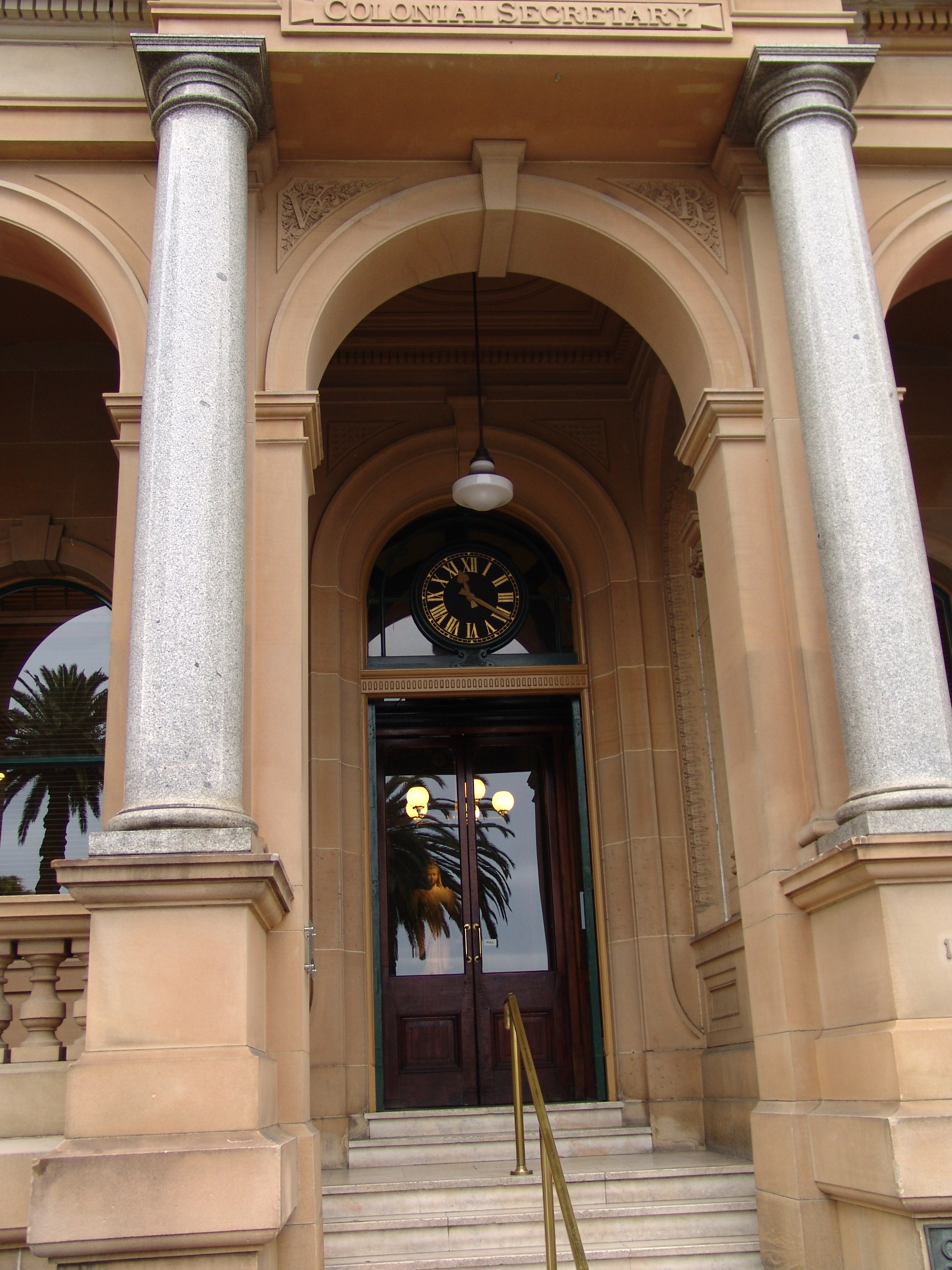
오스트레일리아 시드니의 사암 건물
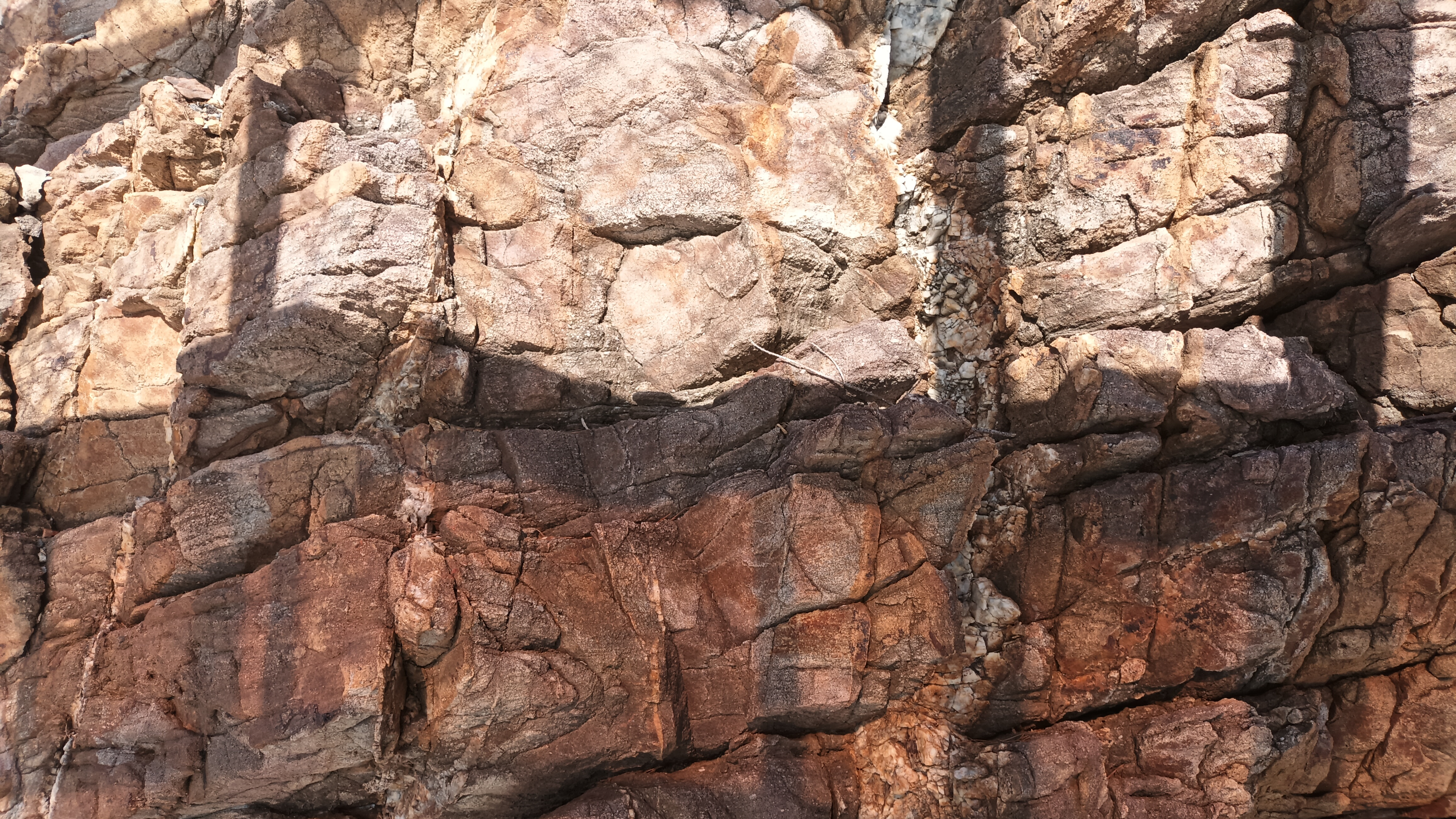
강릉시 정동심곡바다부채길 함백산층의 조립질사암

## 한국의 사암

### 조선 누층군
조선 누층군 장산층과 동점층이 사암 및 사암이 변성된 규암으로 구성된다. 

### 평안 누층군
평안 누층군 만항층, 요봉층, 금천층, 장성층, 함백산층은 일부 혹은 대부분이 사암으로 구성된다. 특히 함백산층은 평안 누층군의 대표적인 사암 지층으로 강원특별자치도 강릉시의 정동심곡바다부채길에서 사암의 노두를 자세히 관찰할 수 있다.

### 경상 누층군
경상 누층군 낙동층, 하산동층, 진주층, 일직층, 후평동층, 점곡층, 사곡층, 춘산층, 칠곡층, 함안층, 반야월층, 대구층, 진동층, 동화치층, 가송동층, 도계동층 등 대부분의 지층에 사암이 포함되어 있다.

## 같이 보기
- 지질학
- 퇴적암